# Melinda Kunhegyi
Melinda Kunhegyi (Guelph, Ontário, 1 de dezembro de 1965) é uma ex-patinadora artística canadense. Ela conquistou com Lyndon Johnston uma medalha de prata no Nebelhorn Trophy, uma medalha de bronze no Skate America e duas medalhas de prata no campeonato nacional canadense. Kunhegyi e Johnston disputaram os Jogos Olímpicos de Inverno de 1984, onde terminaram na décima segunda posição.

## Principais resultados

### Duplas com Lyndon Johnston
| Resultados                                            | Resultados       | Resultados        | Resultados       | Resultados       | Resultados    | Resultados    | Resultados    | Resultados    | Resultados    | Resultados    | Resultados    | Resultados    | Resultados    |
| Internacional                                         | Internacional    | Internacional     | Internacional    | Internacional    | Internacional | Internacional | Internacional | Internacional | Internacional | Internacional | Internacional | Internacional | Internacional |
| Evento/Temporada                                      | 1981– 1982       |                   | 1983– 1984       | 1984– 1985       |               |               |               |               |               |               |               |               |               |
| ----------------------------------------------------- | ---------------- | ----------------- | ---------------- | ---------------- | ------------- | ------------- | ------------- | ------------- | ------------- | ------------- | ------------- | ------------- | ------------- |
| Jogos Olímpicos                                       |                  | 12.ª              |                  |                  |               |               |               |               |               |               |               |               |               |
| Campeonato Mundial                                    |                  |                   | 5.ª              |                  |               |               |               |               |               |               |               |               |               |
| Nebelhorn Trophy                                      | Medalha de prata |                   |                  |                  |               |               |               |               |               |               |               |               |               |
| Skate America                                         |                  | Medalha de bronze |                  |                  |               |               |               |               |               |               |               |               |               |
| Nacional                                              |                  |                   |                  |                  |               |               |               |               |               |               |               |               |               |
| Campeonato Canadense                                  |                  |                   | Medalha de prata | Medalha de prata |               |               |               |               |               |               |               |               |               |
|                                                       |                  |                   |                  |                  |               |               |               |               |               |               |               |               |               |
| Legenda: Competição não foi disputada nesta temporada |                  |                   |                  |                  |               |               |               |               |               |               |               |               |               |